# سیارک ۲۱۵۱۹
سیارک ۲۱۵۱۹ (به انگلیسی: 21519 Josephhenry، نامگذاری:1998KR54) بیست و یک هزار و پانصد و نوزدهمین سیارک کشف شده‌است که در ۲۳ مه ۱۹۹۸ کشف شد.
قدر مطلق سیارک برابر ۱۷.۰ است.